# Mártires de Tacubaya
Se conoce como los Mártires de Tacubaya a los militares y civiles del bando liberal que fueron fusilados a consecuencia de su derrota en la Batalla de Tacubaya por el bando conservador durante la guerra de Reforma en México, el 11 de abril de 1859.

## Marco histórico
En 1855 la Revolución de Ayutla derrocó a la dictadura de Antonio López de Santa Anna, el nuevo régimen de ideología liberal expidió las primeras Leyes de Reforma y mediante la convocación a un Congreso Constituyente promulgó la Constitución Federal de los Estados Unidos Mexicanos de 1857. Estas nuevas políticas, además de acabar con los fueros civiles para militares y religiosos, tenía como objetivo lograr la separación Iglesia-Estado en México. La sociedad mexicana, profundamente católica, se vio dividida en liberales radicales o puros, liberales moderados, y conservadores, estos últimos rechazaron enérgicamente a la nueva carta magna. Después de varios enfrentamientos y protestas, mediante el Plan de Tacubaya, se desconoció al presidente de México, dando así inicio la Guerra de Reforma.

## Batalla de Tacubaya
En el siglo XIX Tacubaya era un sitio relativamente distante a la Ciudad de México, por su entorno boscoso y tranquilo fue elegido por la élite social y política como un sitio de recreo. Muchos miembros de esta élite construyeron en esta localidad sus mansiones, incluso ahí se encontraba la casa del arzobispo de México. Tanto liberales como conservadores se reunían en Tacubaya para deliberar la política del país. 
El 7 de abril de 1859, las tropas del general conservador Leonardo Márquez llegaron a la Ciudad de México. Márquez decidió dirigirse a Tacubaya, en su marcha pasó por Popotla, Tacuba, la hacienda de los Morales, las Lomas y Santa Fe posicionándose en la Loma del Rey para dirigir su ataque. Los rumores del inminente enfrentamiento bélico llegaron a oídos de los liberales y de sus simpatizantes, debido a que el ejército liberal no contaba con suficientes médicos, varios jóvenes estudiantes se ofrecieron como voluntarios para asistir a los heridos. 
Hubo cuantiosas bajas en ambos bandos, pero el triunfo de la batalla correspondió a los conservadores. El general liberal Santos Degollado se vio forzado a ordenar la retirada de sus tropas.

## Los fusilamientos
Cuando terminó la contienda, varios jefes y oficiales liberales quedaron prisioneros. Los heridos sin poder escapar continuaron siendo atendidos por los médicos y voluntarios que habían acudido a Tacubaya.  Mientras tanto, el general conservador Miguel Miramón había llegado a la Cd. de México, de inmediato se dirigió a Tacubaya. Por la tarde se reunió en el convento de San Diego con Leonardo Márquez, Tomás Mejía y el coronel Joaquín Orihuela. Tras recibir el parte de guerra Miramón ordenó ejecutar a los oficiales prisioneros.

«General en jefe del ejército nacional (sic).- Excmo. Sr.: En la misma tarde de hoy, y bajo la más estrecha responsabilidad de V. E., mandará sean pasados por las armas todos los prisioneros de la clase de oficiales y jefes, dándome parte del número de los que les haya cabido esta suerte.-Dios y ley.- México, Abril 11 de 1859».
Gral. Miguel Miramón.

El primero en ser fusilado en el jardín del arzobispado fue el general Marcial Lazcano, seguido de los coroneles Genaro Villagrán y José María Arteaga, del capitán José López y del teniente Ignacio Sierra.
Acto seguido la soldadesca arrestó a los doctores Ildefonso Portugal, Gabriel Rivero, Manuel Sánchez, Juan Duval (súbdito inglés) y Alberto Abad, asimismo a los estudiantes de medicina Juan Díaz Covarrubias y José M. Sánchez. El licenciado Agustín Jáuregui, quien vivía en Mixcoac y no tenía relación con las fuerzas constitucionalistas, fue denunciado por sus supuestas ideas liberales, con este pretexto fue aprehendido en su domicilio y conducido al paredón.
De igual forma fue fusilado el abogado Manuel Mateos —hermano de Juan Antonio Mateos—, quien se había adherido como voluntario a los liberales. Los siguientes en ser ejecutados fueron Teófilo Ramírez, Gregorio Esquivel, Mariano Chávez, Fermín Tellechea, Andrés Becerril, Pedro Lozano Vargas, Domingo López, José María López, los italianos Ignacio Kisser y Miguel Dervis, así como dos jóvenes estadounidenses de 15 y 17 años de apellido Smith que se encontraban curioseando en el lugar. En total fueron cincuenta y tres víctimas. Los cadáveres fueron apilados en carretas y arrojados a una barranca.
Lograron escapar el profesor Feliciano Chavarría y el coronel Bello. El médico militar Francisco Montes de Oca tuvo la fortuna de no ser fusilado. La francesa María Couture, viuda de Gourgues, tuvo una destacada actuación intentando salvar inútilmente la vida de los médicos, al no conseguir su objetivo atendió las últimas peticiones de los sentenciados guardando sus objetos personales, sin embargo fue despojada por los soldados conservadores. El 13 de noviembre de 1861, el Congreso de la Unión, en reconocimiento a su labor, la exentó de forma vitalicia del pago de sus contribuciones municipales y federales.
La cruel matanza fue conocida en el país y en el extranjero. A partir de entonces, Leonardo Márquez fue conocido con el apodo de "el Tigre de Tacubaya" o "el carnicero de Tacubaya". Cuando se le cuestionó por los excesos de violencia cometidos, argumentó haber seguido la Ley de Conspiraciones para justificar su acción.